# Undécimo problema de Hilbert
El undécimo problema de Hilbert (uno de los conocidos como veintitrés Problemas de Hilbert, publicados en 1900 por el matemático alemán David Hilbert), implica una ampliación de la teoría de formas cuadráticas. El problema se planteó de la siguiente manera:
Nuestro conocimiento actual de la teoría de cuerpos cuadráticos nos coloca en posición de atacar con éxito la teoría de formas cuadráticas con cualquier número de variables y con cualquier coeficiente numérico algebraico. Esto conduce en particular a un problema interesante: resolver una ecuación cuadrática dada con coeficientes numéricos algebraicos en cualquier número de variables mediante números enteros o fraccionarios pertenecientes al ámbito algebraico de la racionalidad determinada por los coeficientes.

## Trabajos sobre el problema
Como afirma Kaplansky, "El undécimo problema es simplemente este: clasificar las formas cuadráticas sobre el cuerpo de números algebraicos". Esto es exactamente lo que hizo Minkowski para la forma cuadrática con coeficientes fraccionarios. Una forma cuadrática (no una ecuación cuadrática) es cualquier polinomio en el que cada término tiene variables que aparecen exactamente dos veces. La forma general de dicha ecuación es ax2+bxy+cy2 (todos los coeficientes deben ser números enteros).
Se dice que una forma cuadrática dada representa un número natural si la sustitución de números específicos por las variables da el citado número. Gauss y los que le siguieron descubrieron que si se cambian las variables de determinadas formas, la nueva forma cuadrática representaba los mismos números naturales que la antigua, pero en una forma diferente y más fácil de interpretar. Usó esta teoría de formas cuadráticas equivalentes para probar los resultados de la teoría de números. Lagrange, por ejemplo, había demostrado que cualquier número natural puede expresarse como la suma de cuatro cuadrados. Gauss demostró esto usando su teoría de relaciones de equivalencia[cita requerida] mostrando que la expresión cuadrática {\displaystyle w^{2}+x^{2}+y^{2}+z^{2}} representa todos los números naturales. Como se mencionó anteriormente, Minkowski creó y demostró una teoría similar para formas cuadráticas que tenían fracciones como coeficientes. El undécimo problema de Hilbert hace referencia a una teoría similar. Es decir, un modo de clasificación para que se pueda saber si una forma es equivalente a otra, pero en el caso de que los coeficientes puedan ser números algebraicos. Helmut Hasse logró demostrarlo usando su principio local-global y el hecho de que la teoría es relativamente simple para los sistemas de números p-ádicos en octubre de 1920. Publicó su trabajo en 1923 y 1924. Véase principio de Hasse y teorema de Hasse-Minkowski. El principio local-global afirma que un resultado general sobre un número racional o incluso todos los números racionales a menudo se puede establecer verificando que el resultado sea verdadero para cada uno de los sistemas numéricos p-ádicos.
También hay un trabajo más reciente sobre el undécimo problema de Hilbert que estudia cuándo un número entero se puede representar mediante una forma cuadrática. Un ejemplo es el trabajo de Cogdell, Iliá Piatetski-Shapiro y Sarnak.